# DM i cykelcross 2022
Danmarksmesterskaberne i cykelcross 2022 var den 53. udgave af DM i cykelcross. Mesterskabet fandt sted 8. og 9. januar 2022 ved Aarhus Cyklebane i Aarhus. Det var andet år i træk at mesterskaberne skulle afvikles her, og at Cykle Klubben Aarhus og deres folk bag løbet Grote Prijs CK Aarhus var arrangører.
Hos kvinderne vandt Caroline Bohé det fjerde danmarksmesterskab i træk og det femte i karrieren. Simon Andreassen vandt elite-herrernes løb for tredje gang i karrieren.

## Resultater
| Event        | Guld                | Sølv                 | Bronze                          |
| ------------ | ------------------- | -------------------- | ------------------------------- |
| Herrer       |                     |                      |                                 |
| Herrer elite | Simon Andreassen    | Gustav Frederik Dahl | Oliver Vedersø Sølvhøj          |
| Herrejunior  | Daniel Weis Nielsen | Mads Landbo          | Frederik Lykke                  |
| Damer        |                     |                      |                                 |
| Damer elite  | Caroline Bohé       | Julie Lillelund      | Olympia Bianca Norrid-Mortensen |